# Sinicový škrob

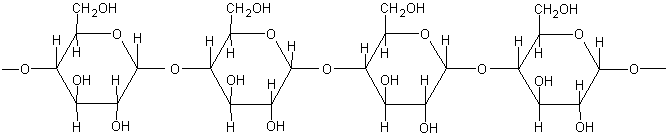
Glykogen je sinicovému škrobu chemicky velmi podobný

Sinicový škrob (chemicky α-1,4 glukan, tedy podobně jako glykogen) je polysacharid, který představuje významnou zásobní látku sinic. Je základním metabolickým produktem sinic a je ukládán do bílých granul, pozorovatelných transmisním elektronovým mikroskopem. Vlastnostmi je shodný s glykogenem živočichů, bakterií a hub.